# Louis de Crevant
Louis de Crevant  (1628-Versalles, 30 de agosto de 1694), cuarto con el mismo nombre, primer duque de Humières (anteriormente marqués), vizconde de Brigueuil, barón de Preuilly en Turena,  fue un aristócrata y militar francés del siglo XVII. Recibió la distinción de mariscal de Francia en 1668, siendo conocido como mariscal de Humières.

## Biografía

### Orígenes
Fue hijo de Louis III de Crevant (c. 1606-1648), señor de Argy, nombrado más tarde marqués de Humières y gobernador de Compiègne; y de Isabelle Phélippeaux (1611-1642), de la familia Phélippeaux de Herbault, hija de Raymond Phélippeaux. De esta unión nacieron seis hijos y tres hijas. Su hermano menor, Raymond Louis de Crevant, formó parte de la Armada Real y en su carrera fue distinguido en como teniente general de los ejércitos navales.

### Carrera militar
Después de la dimisión de su padre, Louis de Crevant fue nombrado gobernador de Compiègne por Luis XIV el 
11 de junio de 1646. El 4 de septiembre de 1650, fue nombrado mariscal de campo.
En 1653 y 1654 participó en los sitos y en las tomas de Mouzon y de Sainte-Menehould, en la batalla de Arrás y en la toma de Quesnoy, y en 1655 en los de Landrecies, Condé, Saint-Ghislain, Hombourg, Bitche, Cortrique, Capelle y en la batalla de Cassel. Fue promocionado al grado de teniente general de los ejércitos del rey en 1656, y participó en la batalla de las Dunas en 1658. Ese mismo año, también participa en la toma de Dunkerque, de Bergues, de Veurne y de Dixmuda, así como a la de Oudenaarde y de Ypres, ciudad de la que fue nombrado gobernador.
En 1667, continuando como teniente general del ejército del rey y participó en la toma de Tournai, de Douai y de Lille. En 1668, después del Tratado de Aquisgrán, fue nombrado gobernador general de Flandes, estableciéndose en Lille como gobernador. Fue ascendido a mariscal de Francia ese mismo año.
En 1672, se fue al exilio por haberse negado a seguir a las órdenes del mariscal Turena, que acababa de ser nombrado por Luis XIV mariscal general de Francia, y solo después de haber dado pruebas de obediencia recupera la confianza.

Escudo de armas de Louis de Crevant.

En 1676, como capitán de la guardia de la casa real, tomó la plaza de Condé y, algunos meses más tarde, la de Aire y el fuerte de Linck. Al año siguiente, con el Mariscal de Luxemburgo, llevó a cabo el sitio de Valenciennes, luego participó en la batalla de Peene, ganada por el duque de Orleans contra el príncipe de Orange. Ese mismo año, tomó Saint-Ghislain y el año siguiente la ciudad de Gante.
En 1683, en el transcurso de la guerra de las Reuniones al mando del ejército de Flandes, tomó las ciudades de Courtrai y de Dixmuda. Al año siguiente, destruyó la ciudad de Oudenaarde.
Siendo teniente del rey en Picardía, después del Tratado de los Pirineos, fue nombrado gran maestre de la artillería de Francia por Luis XIV en 1685 y hecho caballero de las órdenes del rey (Orden del Espíritu Santo y Orden de San Miguel) en 1688.
En 1689, fue vencido en la batalla de Walcourt por el príncipe de Waldeck. Debido a esta derrota Louvois decide sustituirlo.
Sin embargo Luis XIV eleva sus tierras de Monchy-Humières en Picardía a ducado por patentes de agosto de 1690, en las que refieren que el ducado pasaría al marido de Julie de Crevant, su tercera hija. El rey le nombra comandante general en todo Flandes. Mandó el ejército sobre el Lys y, en 1692, participó en el sitio de Namur.
Murió en Versalles, el 30 de agosto de 1694.